# بتال القوس
بتال القوس (1977 -) إعلامي رياضي سعودي، ولد بمحافظة عفيف في منطقة الرياض. يشغل منصب رئيس القسم الرياضي في قناة العربية، ورأس تحرير عدد من الصحف السعودية أبرزها صحيفة الرياضية السعودية التي رأس تحريرها في سبتمبر 2016، ورأس قبلها تحرير صحيفة (شمس) عام 2005م.

## التعليم
درس المراحل الأولى والتعليم العام بمحافظة عفيف، ثم التحق بجامعة الملك سعود ليتخرج منها بدرجة البكالوريوس من كلية الآداب (قسم اللغة العربية. كان ولا زال يسكن بصحبة والده في منطقة الرياض، ولكنه مقيم أغلب وقته بإمارة دبي لارتباطه مع قناة العربية التي تبث من هناك).

## عمله

### إذاعة الرياض
التحق بالإذاعة لمدة قبل أن يقدم رسميًا في عام 2000 برنامج سهرة بلا عنوان، وحظي وقتها بشعبية كبيرة، لاسيما لامتلاكه القدرة اللغوية الممتازة والحضور التفاعلي الجميل إذاعيًا.

### القناة الرياضية السعودية
انضم للقناة الرياضية عندما كان يقدم برنامج المواجهة والذي حقق نجاحاً في الإعلام الرياضي السعودي، وهي بداية شهرته وتعرف الجمهور به. وكانت فكرة البرنامج هو استضافته للمسئولين بالقطاع الرياضي داخل السعودية ومواجهتهم بأدلة واستفسارات طغت عليها الصراحة والجراءة، أضف لذلك الشخصية الجريئة التي يملكها «بتال القوس» مما جعل البرنامج في وقتها يصبح وكأنه برنامج سياسي وليس رياضياً، لاسيما أنه استضاف من خلال البرنامج عدد من كبار الشخصيات الرياضية السعودية كالأمير نواف بن فيصل (الرجل الثاني للرياضة بالسعودية آنذاك)، والأمير عبدالرحمن بن سعود رمز نادي النصر، والأمير بندر بن محمد، والأمير ممدوح بن عبد الرحمن بن سعود، وماجد عبد الله وسامي الجابر واللاعب ياسر القحطاني وغيرهم من الشخصيات الكبيرة والبارزة. وقتها اعتبر البرنامج أكثر البرامج الرياضية متابعة من قبل الشارع الرياضي السعودي، وأشعل التنافس والإثارة بالوسط الرياضي السعودي؛ وتعد استضافته للأميرعبد الرحمن بن سعود من أبرز الاستضافات في البرنامج وكانت تلك الحلقة حديث المجالس الرياضية في ذلك الوقت.

### قناة العربية
انتقل في عام المونديال بعيون العربية"، وهي كلها برامج مرتبطة مع بطولات بينما يبقى البرنامج الرئيس هو برنامج "في المرمى"؛ يذكر أنه الآن مدير القسم الرياضي في قناة العربية.

### صحيفة الاقتصادية
عمل محرر في جريدة الاقتصادية؛ تدرج بالمناصب بها حتى غادرها ليعود إليها في 2012 كاتب زاوية رياضية.

### صحيفة شمس
سبق لـ«بتال القوس» أن ترأس تحرير صحيفة شمس التي كان هدفها رياضي وشبابي بشكل خاص قبل أن تصبح أكثر شمول، وقد اعتبر بترأسه للصحيفة أصغر رئيس تحرير صحيفة مستقلة في الوطن العربي.
إلى أن أوقفت صحيفة شمس السعودية اليومية عن الصدور وسحب ترخيصها، بعد مرور 12 يوماً على إعادة الصحيفة لنشر الرسوم المسيئة للرسول، بدعوى التنديد بها.

## جوائز وتكريم
1. اختير أفضل مذيع سعودي للعام 2007 بحسب استطلاع جريدة الرياض.[5]
2. حصل على لقب أفضل مذيع رياضي لعام 2008 في الاستفتاء الموسع الذي أجرته مجلة روتانا.[5]

كما حصل على أفضل مذيع سعودي، وحصل على أفضل إعلامي رياضي. كما حمل الشعلة الأولمبية لدورة بكين 2008
اختارت الجماهير السعودية عبر صحيفة «الوطن» المحلية بتال القوس ليكون الشخصية الإعلامية الأفضل في العقد الأول من القرن الجديد. اختير من صحيفة الرياضي عام 2010 أفضل مذيع ورشح المشاركون في «قياس الرأي» الذي شمل 1250 شخصاً بتال القوس ليتقدم بنسبة 35 في المائة من إجمالي الشريحة التي شاركت في القياس، متقدماً على عدد من الأسماء التي كانت في مرحلة سابقة تُعد من أبرز الإعلاميين العرب.